# سیارک ۳۸۱۲
سیارک ۳۸۱۲ (به انگلیسی: 3812 Lidaksum، نامگذاری:1965AK1) سه هزار و هشتصد و دوازدهمین سیارک کشف شده‌است که در ۱۱ ژانویه ۱۹۶۵ کشف شد.
قدر مطلق سیارک برابر ۱۱٫۷۰ است.